# Stygobromus wengerorum
Stygobromus wengerorum là một loài giáp xác trong họ Crangonyctidae. Chúng là loài đặc hữu của Hoa Kỳ.